# Jan Huskowski
Jan Huskowski (ur. 23 kwietnia 1883 w Piaskach Wielkich, zm. w XX wieku) – poeta, prozaik, dramatopisarz.

## Życiorys
Huskowski mieszkał we Lwowie. W 1912 roku w przystępie manii prześladowczej strzelił na ulicy do jednego ze znajomych, ciężko go raniąc. Prawdopodobnie trafił do jednego z zakładów dla obłąkanych, w którym dokończył żywota. Data jego śmierci nie jest znana. Jego kontakt z wydawcami urwał się w 1913 roku, gdy nie odpowiedział na ankietę do opracowywanej wówczas Współczesnej kultury polskiej A. Peretiatkowicza i M.Sobeskiego.
Huskowski debiutował tomem poezji Po drodze, opublikował też kilka tomów fantastycznych nowel napisanych w duchu twórczości Poego. Wydał też powieść Gesty oraz dramat Dzieło, który w roku 1911 grano w lwowskim Teatrze Niezależnym.
W jego utworach objawia się fascynacja filozofią Schopenhauera i Nietzschego. Pisarz nawiązywał też do osiągnięć francuskich symbolistów. Na temat jego twórczości wypowiadał się pozytywnie Karol Irzykowski.

## Twórczość
- Po drodze (1907)[2] – poezje
- Spojrzenia (1909)[3] – nowele
- Cienie (1912)[4] - szkic powieściowy
- W płomienisku (1912) – nowele
- Gesty (1913)[5] – powieść
- Dzieło – dramat

## Opracowania
- Stanisław Lam, Współcześni pisarze polscy (Literatura piękna – krytyka literacka), 1922
- Kazimierz Czachowski – Obraz współczesnej literatury polskiej 1884-1933
- Obłąkany literat, „Świat” 1919/25
- Karol Irzykowski, „Świat” 1912/43
- A. Niewiadowski, „Fantastyka” 1984/11